# Peter Swärdh
Peter Swärdh, född 27 februari 1965 i Hässleholm, är en svensk fotbollstränare och före detta spelare.
Swärdh började sin karriär som vänsterback i IFK Hässleholm, med lade ner spelarkarriären vid 27 års ålder. Istället blev han assisterande tränare i laget, bakom huvudtränaren Anders Linderoth. Han tillbringade ett år i Helsingborgsklubben Högaborgs BK under 1999 innan han senare samma år gick över till allsvenska Helsingborgs IF. Där blev han klubbens TipsElit-ansvarige fram till 2002 då han fick ta över som huvudtränare efter Sören Cratz, som avsatts efter endast nio månader. Swärdh tränade Helsingborg fram till 2006, då han tvingades att avgå mitt under säsongen.
Swärdh har tränat Åtvidabergs FF i två framgångsrika sejourer, 2007-2008 och 2013-2014. Sitt första år med Mjällby AIF 2009 ledde han klubben till allsvenskan. Swärdh tränade allsvenska Kalmar FF under två och ett halvt år mellan 2015 och 2017. Efter tiden i Kalmar blev Swärdh sportchef för Landskrona BoIS i Superettan. Under 2019 var Swärdh huvudtränare och sportchef i Trelleborgs FF som då spelade i Superettan. Sedan 2021 är Swärdh chefsscout i Kalmar FF.

## Klubbar som tränare
- Trelleborgs FF (2019)
- Kalmar FF (2015-2017)
- Åtvidabergs FF (2013–2014)
- Mjällby AIF (2009–2012)
- Åtvidabergs FF (2007–2008)
- Helsingborgs IF (2002–2006)
- Helsingborgs IF (1999–2002, tipselit)
- Högaborgs BK (1999)
- IFK Hässleholm (-1998)

## Klubbar som spelare
- IFK Hässleholm